# Matrixx Magixx in het seizoen 2013-14
Het seizoen 2013-14 van Matrixx Magixx was het 14e seizoen van Eredivisiebasketbal in Nijmegen/Wijchen en het 9e als Magixx. Michael Schuurs keerde dit seizoen terug als hoofdcoach en leidde het team na een 6e plek in de Dutch Basketball League. In de NBB-Beker werd Magixx in de kwartfinale uitgeschakeld door Leiden. Het was het laatste seizoen met discotheek The Matrixx als hoofdsponsor.